# Gregory Michael
Gregory "Greg" Michael (ur. 30 maja 1981 w Filadelfii) – amerykański aktor telewizyjny.

## Życiorys

### Wczesne lata
Syn Rosarii i Gregory'ego Michaelów,dorastał wraz ze starszą siostrą Christiną w Filadelfii w stanie Pensylwania. We wczesnych latach odkrył swoją pasję występowania na szkolnej scenie. W wieku dojrzewania brał udział w rozmaitych musicalach i przedstawieniach w Walnut Street Theatre. Studiował aktorstwo, teatr i sztuki na Uniwersytecie Stanu Pensylwania, zanim przeprowadził się do Nowego Jorku. Następnie podjął pracę dla Walt Disney World w Orlando na Florydzie i Universal Studios. 

### Kariera
Debiutował na małym ekranie rolą Clarka Watsona w operze mydlanej CBS As the World Turns (2003-2004). Zagrał potem jedną z głównych ról geja Kevina, żyjącego w monogamicznym związku z przyjacielem Tobym (Charlie David) w serialu grozy LGBT Regent Entertainment Hotel Dante (Dante's Cove, 2005-2007). Na dużym ekranie wystąpił po raz pierwszy w dramacie Czas ucieka w Hollywood (Running Out of Time in Hollywood, 2006).
Związany był z Vienną Girardi, Alicją Bachledą-Curuś, Sereną Williams, Skyler Shaye (2006), Angie Cole (2007-2008), Natashą Barnard (2009-2010), Stephanie Pratt (2010) i Chelsea Heath (2011-2010).

## Wybrana filmografia

### Filmy fabularne
- 2005: Czas ucieka w Hollywood (Running Out of Time in Hollywood) jako Michael
- 2008: The Lovers jako Chris

### Seriale TV
- 2003-2004: As the World Turns jako Clark Watson
- 2005–2006: Just Legal jako Ryan Cern
- 2005-2007: Hotel Dante (Dante's Cove) jako Kevin
- 2008–2011: Greek jako Grant Ellis
- 2012: Jak poznałem waszą matkę (How I Met Your Mother) jako Trey
- 2013: Betas jako Rob